# Polynema notabilissimum
Polynema notabilissimum är en stekelart som beskrevs av Girault 1913. Polynema notabilissimum ingår i släktet Polynema och familjen dvärgsteklar. Inga underarter finns listade i Catalogue of Life.